# 한국관광협회중앙회
한국관광협회중앙회(韓國觀光協會中央會, Korea Tourism Association)는 관광업계를 대표하여 업계전반 의견조정, 국내외 관련기관과 상호협조로 관광 발전도모, 관광산업 진흥 기여 및 국민경제 균형발전과 복리 증진에 이바지하기 위하여 1963년 3월 11일 설립된 문화체육관광부 소관의 특수법인이다. 서울특별시 종로구 인사동 5길 14 한국관광협회중앙회 3층에 있다.

## 설립 근거
- 관광진흥법 제41조[1]

## 주요 사업
- 관광업계 전반의 건전한 발전과 권익증진을 위한 사업
- 관광업계 대표기능과 관련된 업무
- 업종별 및 지역별 관광협회 등 관광업계의 지도, 조정업무
- 관광진흥관련 정책의 제안 및 대정부 건의 업무
- 관광사업 진흥을 위한 각종 정보의 수집조사, 통계업무
- 관광진흥을 위한 국제관광기구에의 참여 등 대외활동

## 연혁
- 1963년 3월 11일: 관광진흥법 제39조에 의거 특수법인 대한관광협회 설립
- 1972년 6월 1일: 대한관광협회중앙회체제로 개편
- 1973년 4월 25일: 한국관광협회로 명칭변경

## 총회
- 감사

### 한국관광협회중앙회장
- 고문
- 이사회

#### 부회장단
- 장학재단
- 자문위원회
- 집행부
- 관광공제회

##### 지역관광협회
- 서울특별시관광협회
- 부산광역시관광협회
- 인천광역시관광협회
- 대구광역시관광협회
- 광주광역시관광협회
- 대전광역시관광협회
- 울산광역시관광협회
- 세종특별자치시관광협회
- 경기도관광협회
- 강원특별자치도관광협회
- 충청북도관광협회
- 충청남도관광협회
- 전라북도관광협회
- 전라남도관광협회
- 경상북도관광협회
- 경상남도관광협회
- 제주특별자치도관광협회

##### 업종별협회
- 한국여행업협회
- 한국카지노업관광협회
- 한국휴양콘도미니엄경영협회
- 한국외국인관광시설협회
- 한국종합유원시설협회
- 한국MICE협회
- 한국관광펜션업협회

##### 업종별위원회
- 국외여행업위원회
- 국내여행업위원회
- 관광식당업위원회
- 종합휴양업위원회
- 관광극장유흥업위원회
- 관광사진업위원회

##### 특별회원
- 면세점협회
- 한국관광공사
- 대한항공
- 아시아나항공
- 한국국외여행인솔자협회
- 한국공예디자인문화진흥원
- 한국박물관협회